# جائزة موناكو الكبرى
جائزة موناكو الكبرى ((بالفرنسية: Grand Prix de Monaco)‏) هو حدث لسباق سيارات الفئة الأولى (فورمولا واحد) يقام على حلبة إمارة موناكو في نهاية الأسبوع الأخير من شهر مايو سنويا منذ عام (1929م)، ويعتبر هذا السباق معروف على نطاق واسع بانه واحدا من أهم السباقات المرموقة في العالم،  ومن الشائع عن سباق حلبة موناكو «بأنه مكان ساحر وراقي بشكل إستثنائي».
يقام السباق على مسار ضيق متباين الارتفاعات في شوارع موناكو والعديد من المنعطفات الضيقة وبالإضافة لذلك وجود مناطق وعره مثل الانفاق، مما يجعله أحد أكثر المسارات الصعبة في بطولة الفورمولا واحد. وعلى الرغم من انخفاض متوسط السرعة إلا انها تعد مكانًا خطيرًا للسباق وفي الغالب تتواجد سيارة الأمان خلال السباق. وهو سباق الجائزة الكبرى الوحيد الذي لا يتقيد بشرط الحد الأدنى لمسافة السباق (305 كيلومترًا) الذي وضعه الاتحاد الدولي للسيارات.
كان سباق موناكو جزءًا من بطولة أوروبا ما قبل الحرب العالمية الثانية وأدرج في بطولة العالم الأولى للسائقين في عام (1950م). حمل اسم سباق الجائزة الكبرى الأوروبي في مناسبتين في عام 1955م و 1963م عندما كان هذا اللقب يتداول مفخرة كل عام بين السباقات الأوروبية.
كان غراهام هيل معروفًا باسم «السيد موناكو»  بسبب انتصاراته الخمسة في موناكو في الستينيات. وفاز آيرتون سينا بالسباق أكثر من أي سائق آخر، بواقع ستة انتصارات منها خمسة سباقات على التوالي بين عامي 1989 و 1993.
خصائص الحلبة:
✪ بعد أن أطلق نادي السيارات في موناكو رالياً، اتسعت شهرته في أوروبا، اختار أن يحول شوارع الإمارة إلى حدث تسابقي عام (1929) برؤية من المؤسس أنطوني نوغيس. على الفور، أصبح سباق السيارات هنالك واحد من الأحداث الأساسية في رياضة المحركات آنذاك، بسبب تصميم المسار والموقع الجذاب والمرغوب به، ما جذب النخبة لاستعراض مهاراتهم في منطقة الريفييرا الفرنسية.
✪ بدأت قصة موناكو في الفورمولا 1 عام 1950، وأصبحت ركيزة ثابتة في روزنامة البطولة حتى عام 2019، لكن جائحة فايروس كورونا تسببت في الغياب الأول لسيارات البطولة عن الإمارة في عام (2019 م).
✪ حلبة موناكو هي اختبار قاسٍ لجميع السائقين نتيجة لضيق المسار الكبير، تطور حالة المسار خلال نهاية الأسبوع وأهمية الحصة التأهيلية. المركز على المسار خلال السباق هو الأكثر أهمية على الإطلاق، على اعتبار أن التجاوز شيء ليس في متناول الجميع، لتأخذ معايير ضبط السيارة اتجاه الحصول على أعلى مستوى من التماسك الميكانيكي.
✪ ذهبت الأيام التي كانت تُلقى فيها أدوات بدائية لتشكل حدود المسار في الميناء البحري، لكن أغلب التصميم الذي ولدت عليه الحلبة عام (1929) بقي على حاله. يمر السائقون أمام أماكن تاريخية وعريقة على الحلبة مثل كنيسة القديس ديفوتا (شفيع موناكو)، أوتيل باريس ‏، كازينو مونتي كارلو. الحلبة التي يبلغ طولها 3.3 كلم يجعلها الأقصر في روزنامة البطولة وأكثر صعوبة لمن يجلس خلف المقود.
✪ بالنسبة للسائقين المبتدئين مثل ثنائي فريق هاس نيكيتا مازيبين وميك شوماخر، ستكون تجربتهم الأولى للحلبة في سيارة فورمولا 1. رغم ذلك، لدى كليهما معرفة جيدة بالحلبة، تنافسا هنا في الفورمولا 2 عام 2019، حقق الروسي مركزاً بين العشرة الأوائل في السباقَين، بينما شوماخر انطلق من المركز الثالث بعد أداء تأهيلي رفيع.
✪ المركز على الحلبة خلال السباق أمر أساسي في موناكو، لأنهه أكثر الحلبات صعوبة للتجاوزات ز. الحصة التأهيلية هي مفتاح إكمال نهاية أسبوع ناجحة، كما أن منطقة الصيانة تبقى حلاً للفرق مع تواحد إمكانية تحقيق مكاسب في السباق من خلال الاستراتيجية، لذا توقعوا العديد من الاستراتيجيات المغايرة والكثير من حلول الدخول المبكر إلى منطقة الصيانة نتيجة سعي المهندسين لتحقيق أفضلية، وإن كانت صغيرة.
✪ يعزز وقت توقف الصيانة القصير والبالغ 20 ثانية فقط الفرص المتاحة في الاستراتيجية، من البقاء طويلاً على الحلبة، رغم أن بيريللي وفّرت تركيبات الإطارات الأقل ليونة، إلى قدرة السائقين في بعض الأحيان إلى الاستمرار على الإطارات لمدة 50 لفة (من أصل 78)، لذا توقف الصيانة الواحد هو الاستراتيجية الأمثل، مع التركيز بشكل كبير على الدخول المبكر.
✪ رغم افتقار السباق للتجاوزات، إلا أن الحالة يمكن أن تنقلب رأساً على عقب. هو السباق الأقصر في البطولة بمسافة 260 كلم بالمقارنة مع 305 كلم في السباقات العادية، لكن احتمالية دخول سيارة الأمان تصل إلى 80% وسيارة الأمان الافتراضية 25%.
✪ تمنح المسافة من مركز الانطلاق الأول وحتى المنعطف الأول 210 كلم (حلبة النمسا الأقصر فقط)، فرصاً محدودة للتجاوز. بلغ عدد التجاوزات في سباقي 2018 و2019، باستثناء اللفة الأولى وسيارات الأمان، ستة فقط، وجميعها دون نظام التقليل من قوة الجر. المنطقة الأفضل لمحاولة التجاوز هي المنعطف العاشر المزدوج، حيث تساعد المسافة الطويلة نسبياً في ملاحقة السيارات من خلال النفق والكبح الثقيل قبل المنعطف الأيمن في ذلك.